# Interbrew

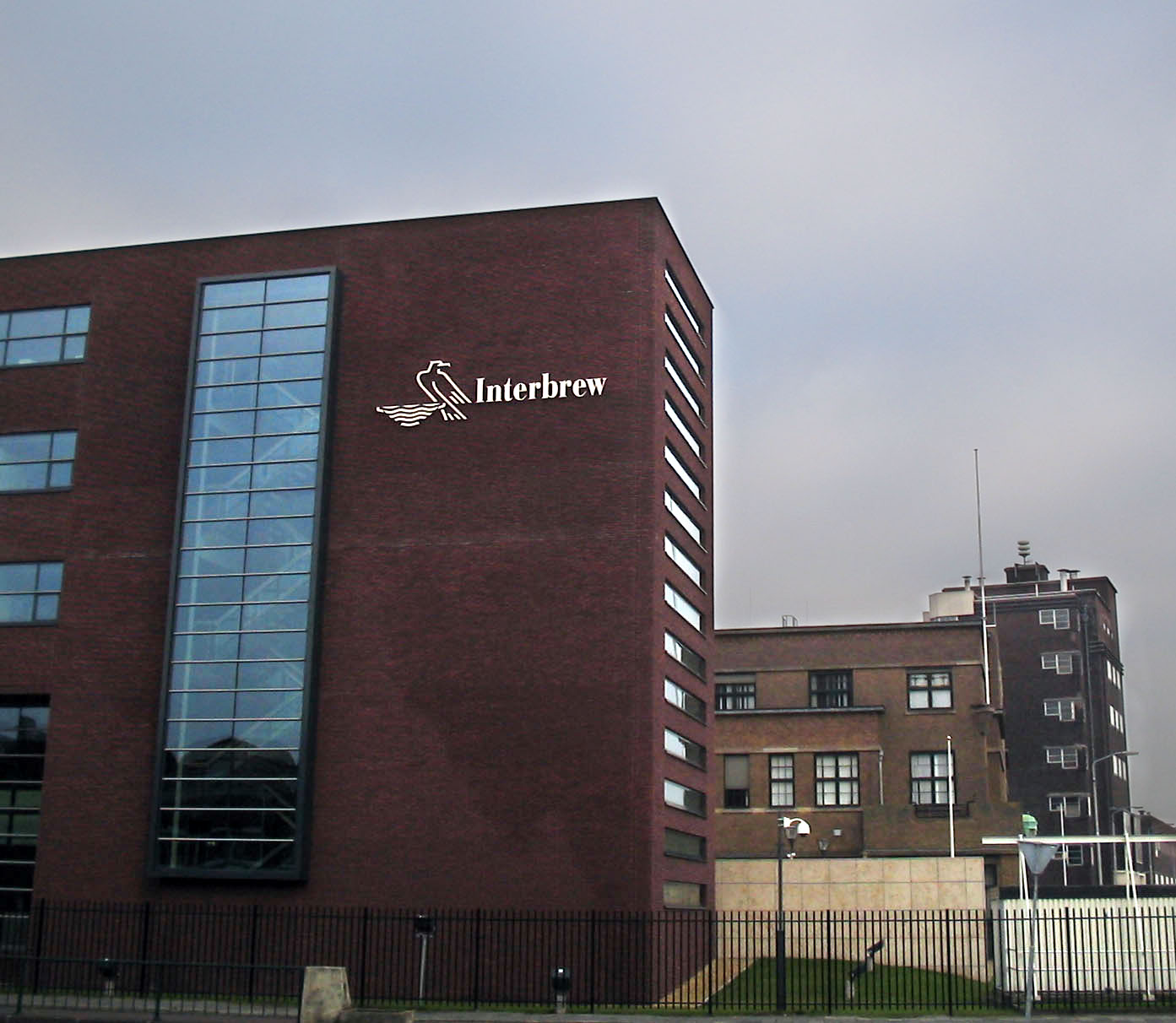
Interbrew, Breda

Interbrew fue una gran compañía cervecera con sede en Lovaina, Bélgica propietaria de muchas cervezas de renombre internacional. Interbrew surgió en 1988 después de la fusión entre dos cervecerías: la Cervecería Artois de Lovaina y la Cervecería Piedbœuf de Jupille, Provincia de Lieja. En agosto de 2004 se fusionó con la cervecera brasileña AmBev para formar InBev.
Algunas marcas importantes Interbrew son Stella Artois, Boddingtons, Beck's, Staropramen, Bass, Leffe, Labatt y Hoegaarden. Antes de la fusión con AmBev, Interbrew fue la tercera mayor compañía cervecera del mundo por volumen, Anheuser-Busch fue el más grande, seguido por SABMiller en el segundo lugar. Heineken International estaba en cuarto lugar y AmBev fue el quinto mayor productor de cerveza del mundo.

## Historia
Los orígenes de Interbrew datan de la fundación de la destilería Den Horen en 1366. En 1717 se cambió el nombre de la destilería a Artois cuando Sebastian Artois, el maestro cervecero, adquirió la destilería. Artois se convirtió en una compañía de éxito, y en 1987 se fusionó con Breweries Piedboeuf para formar Interbrew, una de las destilerías más grandes del mundo. La compañía creció rápidamente mediante las adquisiciones que realizó durante la década de 1990. Esta empresa se fusionó con la brasileña AmBev en 2004 formando la cervecera más grande del mundo en cuanto a producción se refiere.

## Adquisiciones
Después de la fusión, la empresa se dedicó a consolidarse en el mercado cervecero, adquiriendo diversas cerveceríasː
- Cervecería Lootvoet - Overijse.
- Brasserie Belle-Vue (1991) - Bruselas.
- Les Brasseries Unies, en la base, era la cervecería De Boeck-Goossens, que había comprado más de siete cervecerías:
  - Cervecería De Keersmaeker - Wolvertem
  - Cervecería Vanderperre - Schaerbeek
  - Cervecería De Coster - Bruselas
  - Cervecería Le Bécasse - Anderlecht
  - Cervecería De Coster - Groot-Bijgaarden
  - Cervecería Timmermans - Sint-Pieters-Leeuw
  - Cervecería De Neve - Schepdaal
- Cervecería De Kluis - Hoegaarden
- Cervecería Grade - Mont-Saint-Guibert.